# شصت و هشتمین جشنواره فیلم ونیز
شصت و هشتمین جشنواره فیلم ونیز (انگلیسی: 68th Venice International Film Festival) از تاریخ ۳۱ اوت تا ۱۰ سپتامبر ۲۰۱۱ در شهر ونیز ایتالیا برگزار شد.

## فیلم‌های بخش رقابتی
| عنوان انگلیسی                      | عنوان اصلی                            | کارگردان(ان)                 | کمپانی تهیه                    |
| ---------------------------------- | ------------------------------------- | ---------------------------- | ------------------------------ |
| بندزن خیاط سرباز جاسوس             | —                                     | توماس آلفردسن                | بریتانیا، فرانسه               |
| بلندی‌های بادگیر                    | —                                     | آندریا آرنولد                | بریتانیا                       |
| People Mountain People Sea         | 人山人海, Ren shan ren hai            | Cai Shangjun                 | چین، هنگ کنگ                   |
| قتلگاه‌های تگزاس                    | —                                     | آمی کینن مان                 | ایالات متحده آمریکا            |
| نیمه ماه مارس                      | —                                     | جرج کلونی                    | ایالات متحده آمریکا            |
| When the Night                     | Quando la notte                       | کریستینا کومنچینی            | ایتالیا                        |
| Terraferma                         | —                                     | Emanuele Crialese            | ایتالیا                        |
| یک روش خطرناک                      | —                                     | دیوید کراننبرگ               | آلمان، کانادا                  |
| 4:44 Last Day on Earth             | —                                     | ایبل فرارا                   | ایالات متحده آمریکا            |
| Killer Joe                         | —                                     | ویلیام فریدکین               | ایالات متحده آمریکا            |
| A Burning Hot Summer (That Summer) | Un été brûlant                        | فیلیپ گارل                   | فرانسه                         |
| The Last Man on Earth              | L'Ultimo Terrestre                    | Gipi                         | ایتالیا                        |
| A Simple Life                      | 桃姐, Taojie                          | ان هوی                       | هنگ کنگ                        |
| The Exchange                       | Hahithalfut                           | اران کولیرین                 | اسرائیل، آلمان                 |
| آلپ                                | Άλπεις, Alpis                         | یورگوس لانتی‌موس              | یونان                          |
| شرم                                | —                                     | استیو مک‌کوئین                | بریتانیا                       |
| کشتار                              | —                                     | رومن پولانسکی                | فرانسه، آلمان، اسپانیا، لهستان |
| فاوست                              | Фауст                                 | الکساندر سوکوروف             | روسیه                          |
| Dark Horse                         | —                                     | تاد سولوندز                  | ایالات متحده آمریکا            |
| Himizu                             | ヒミズ                                | سیون سونو                    | ژاپن                           |
| خورش آلو با مرغ                    | Poulet aux prunes                     | مرجان ساتراپی و ونسان پارونو | فرانسه، بلژیک، آلمان           |
| Life Without Principle             | 奪命金, Dyut ming gam                 | جانی تو                      | هنگ کنگ                        |
| جنگجویان رنگین‌کمان:مرد راستین      | 賽德克·巴萊, Sài dé kè ba lái (چینی ) | Wei Te-Sheng                 | تایوان                         |

## فیلم‌های بخش غیر رقابتی

### فیلم‌های سینمایی
| عنوان انگلیسی                                      | عنوان اصلی                        | کارگردان(ان)                                             | کمپانی تهیه                         |
| -------------------------------------------------- | --------------------------------- | -------------------------------------------------------- | ----------------------------------- |
| Almayer's Folly                                    | La Folie Almayer                  | شانتال آکرمن                                             | بلژیک و فرانسه                      |
| جادوگر و مار سفید                                  | 白蛇傳說之法海, Baish echuanshuo  | چینگ سیاو-تونگ                                           | چین و هنگ کنگ                       |
| Summer Games                                       | Giochi d'estate                   | Rolando Colla                                            | سوئیس و ایتالیا                     |
| Tahrir 2011: The Good, the Bad, and the Politician | تحریر ۲۰۱۱: الطیب والشرس والسیاسی | Tamer Ezzat, احمد عبدالله السید, Ayten Amin و عمرو سلامه | مصر                                 |
| La Désintégration                                  | —                                 | فیلیپ فوکون                                              | بلژیک                               |
| The Moth Diaries                                   | —                                 | ماری هرون                                                | کانادا و ایرلند                     |
| Vivan las Antipodas!                               | —                                 | Victor Kossakovsky                                       | آلمان، آرژانتین، هلند، شیلی و روسیه |
| Alois Nebel                                        | —                                 | Tomáš Luňák                                              | جمهوری چک و آلمان                   |
| دبلیو ای                                           | —                                 | مدونا                                                    | بریتانیا                            |
| Eva                                                | —                                 | کیکه مائی‌یو                                              | اسپانیا و فرانسه                    |
| Scossa                                             | —                                 | فرانچسکو ماسلی، کارلو لیتزانی، اوگو گرگورتی و Nino Russo | ایتالیا                             |
| La Clé des champs                                  | —                                 | Claude Nuridsany و Marie Perennou                        | فرانسه                              |
| Il Villaggio di Cartone                            | —                                 | ارمانو اولمی                                             | ایتالیا                             |
| وایلد سالومه                                       | —                                 | آل پاچینو                                                | ایالات متحده آمریکا                 |
| Tormented                                          | —                                 | تاکاشی شیمیزو                                            | ژاپن                                |
| شیوع (فیلم ۲۰۱۱)                                   | —                                 | استیون سودربرگ                                           | ایالات متحده آمریکا                 |
| Violet Wister's Damsels in Distress                | —                                 | ویت استیلمن                                              | ایالات متحده آمریکا                 |

### رویدادها
| عنوان انگلیسی                                             | عنوان اصلی         | کارگردان(ان)                        | کمپانی تهیه         |
| --------------------------------------------------------- | ------------------ | ----------------------------------- | ------------------- |
| In the Name of the Father (شیر طلایی برای یک عمر دستاورد) | Nel nome del padre | مارکو بلوکیو                        | ایتالیا             |
| میلدرد پیرس (سریال کوتاه) (Tribute to Todd Haynes)        | —                  | تاد هینز                            | ایالات متحده آمریکا |
| Duvidha (Mani Kaul: 25.12.1944-6.7.2011)                  | —                  | مانی کاول                           | هند                 |
| Questa storia qua                                         | —                  | Alessandro Paris و Sibylle Righetti | ایتالیا             |
| We Can't Go Home Again (نیکلاس ری ۱۹۱۱–۲۰۱۱)              | —                  | نیکلاس ری                           | ایالات متحده آمریکا |
| Don't Expect too Much (نیکلاس ری ۱۹۱۱–۲۰۱۱)               | —                  | Susan Ray                           | ایالات متحده آمریکا |
| هند: سرزمین مادری (Rossellini Ritrovato)                  | —                  | روبرتو روسلینی                      | ایتالیا             |
| Diana Vreeland: The Eye Has to Travel                     | —                  | Lisa Immordino Vreeland             | ایالات متحده آمریکا |

### فیلم‌های کوتاه
| عنوان انگلیسی             | عنوان اصلی | کارگردان(ان)                   | کمپانی تهیه         |
| ------------------------- | ---------- | ------------------------------ | ------------------- |
| The End                   | —          | Collectif Abounaddara          | سوریه               |
| Vanguard                  | —          | Collectif Abounaddara          | سوریه               |
| Evolution (Megaplex)      | —          | مارکو برامبیلا                 | ایالات متحده آمریکا |
| Marco Bellocchio, Venezia | —          | پیترو مارچلو                   | ایتالیا             |
| La Meditazione Di Hayez   | —          | ماریو مارتونه                  | ایتالیا             |
| Joule                     | —          | David Zamagni و Nadia Ranocchi | ایتالیا             |
| Spell. The Hypnotist Dog  | —          | David Zamagni و Nadia Ranocchi | ایتالیا             |
| Suite                     | —          | David Zamagni و Nadia Ranocchi | ایتالیا             |

## هیأت داوران
رقابت بین‌المللی
- دارن آرونوفسکی، کارگردان آمریکایی، رئیس هیئت داوران
- ایجا لیسا آتیلا، هنرمند بصری و فیلمساز فنلاندی
- دیوید برن، نوازنده بریتانیایی
- تاد هینز، کارگردان آمریکایی
- ماریو مارتونه، کارگردان ایتالیایی
- آلبا رورواشر، هنرپیشه زن ایتالیایی
- آندره تشینه، کارگردان فرانسوی

Orizzonti
- جیا ژانکو، کارگردان چینی، رئیس هیئت داوران
- Stuart Comer, موزه دار فیلم بریتانیایی در تیت مدرن
- Odile Decq, معمار فرانسوی
- Marianne Khoury, کارگردان مصری
- Jacopo Quadri, film editor ایتالیایی

Controcampo Italiano
- Stefano Incerti, مؤلف ایتالیایی، رئیس هیئت داوران
- Aureliano Amadei, هنرپیشه مرد ایتالیایی
- کریستیانا کاپوتوندی، هنرپیشه زن ایتالیایی

"Luigi De Laurentiis" جایزه ونیز برای نخستین فیلم
- Carlo Mazzacurati, کارگردان ایتالیایی، رئیس هیئت داوران
- Aleksei Fedorchenko, کارگردان روسی
- Fred Roos, تهیه‌کننده آمریکایی
- Charles Tesson, کارگردان هنری فرانسوی International Critics' Week در جشنواره فیلم کن
- سرا ییلماز، هنرپیشه زن ترکیه‌ای

## جوایز

### ونیز ۶۸
- شیر طلایی (Golden Lion) برای بهترین فیلم: فاوست
- شیر نقره‌ای (Silver Lion) برای بهترین کارگردانی: Cai Shangjun, برای People Mountain People Sea
- جایزه ویژه داوران: Terraferma اثر Emanuele Crialese
- جشنواره فیلم ونیز: مایکل فاسبندر، برای شرم
- جشنواره فیلم ونیز: دینی ایپ، برای A Simple Life
- جایزه مارچلو ماستریانی، برای بهترین بازیگر زن یا مرد نوظهور: شوتا سومتانی و فومی نیکاایدو برای Himizu
- اوسلای طلایی: Robbie Ryan برای بلندی‌های بادگیر (فیلم ۲۰۱۱)
- اوسلای طلایی: یورگوس لانتی‌موس و Efthimis Filippou برای آلپ (فیلم)
- "Luigi de Laurentis" جایزه برای نخستین فیلم: Là-bas اثر Guido Lombardi
- Controcampo italiano prize (فیلم سینمایی): به  Scialla!  اثر Francesco Bruni
- Controcampo italiano prize (فیلم کوتاه): به A Chjàna اثر جوناس کارپینیانو
- Controcampo italiano prize Doc: به Pugni chiusi اثر Fiorella Infascelli